# ベンゾイルCoAレダクターゼ
ベンゾイルCoAレダクターゼ（benzoyl-CoA reductase）は、次の化学反応を触媒する酸化還元酵素である。
シクロヘキサ-1,5-ジエンカルボニルCoA + 酸化型フェレドキシン + 2 ADP + 2 リン酸 {\displaystyle \rightleftharpoons } ベンゾイルCoA + 還元型フェレドキシン + 2 ATP + 2 H2O
反応式の通り、この酵素の基質はベンゾイルCoAと還元型フェレドキシンとATPと水、生成物はシクロヘキサ-1,5-ジエンカルボニルCoAと酸化型フェレドキシンとADPとリン酸である。補因子としてマンガンとマグネシウムを用いる。
組織名はcyclohexa-1,5-diene-1-carbonyl-CoA:acceptor oxidoreductase (aromatizing, ATP-forming)で、別名にbenzoyl-CoA reductase (dearomatizing)がある。